# Bartosz Dziedzic (producent muzyczny)
Bartosz Dziedzic (ur. 12 lutego 1975 we Wrocławiu) – polski producent muzyczny, aranżer i kompozytor pochodzący z Wrocławia, a obecnie mieszkający w Warszawie. Współpracował z wieloma wyróżniającymi się artystami, takimi jak Artur Rojek, Dawid Podsiadło, Lech Janerka, Monika Brodka, Pustki, Daria Zawiałow.
Laureat Fryderyków.

## Dyskografia

### Producent lub realizator
- 1998: SancTVarium
- 2000: Empiryzm
- 2003: Cisza
- 2005: Plagiaty
- 2010: Granda
- 2012: Lax
- 2014: Składam się z ciągłych powtórzeń, Migracje
- 2015: Safari
- 2018: Małomiasteczkowy, Dare
- 2020: Kundel
- 2023: Dziewczyna pop

## Życie prywatne
Od 1999 jego żoną jest Paulina Zalewska-Dziedzic; wspólnie mają dwie córki.